# Bratian
Bratian (allemand : Bratyan) est un village du district administratif de Gmina Nowe Miasto Lubawskie, au sein du powiat de Nowe Miasto, dans la voïvodie de Varmie-Mazurie, dans le nord de la Pologne. Il se trouve à environ 6 km au nord de Nowe Miasto Lubawskie et à 69 km au sud-ouest de la capitale régionale Olsztyn.
Le village a une population d'environ 1600.